# De jaren in Birma
De jaren in Birma (ook: Birmaanse Dagen, Engels: Burmese Days) is een roman van de Engelse schrijver George Orwell uit 1934. Het verhaal speelt zich af in Birma anno 1926 tegen de achtergrond van het koloniale Britse Rijk. Het hoofdpersonage John Flory voelt zich niet thuis op de Europese Club in het rechtse sfeertje van het kolonistenmilieu. Hij houdt van Birma en de Birmanen, maar haat het Britse kolonialisme en imperialisme. Hij leidt een eenzaam en bitter leven tot Elizabeth Lackersteen op het toneel verschijnt. Orwell haalde de inspiratie uit zijn eigen ervaringen; hij had zelf dienstgedaan voor de Indian Imperial Service van 1922 tot 1927.

## Birma, Kyauktada en de Europese Club
Birma was in het jaar 1926 één en al oerwoud waar het wemelde van het wild in de dichte begroeiing. De Birmanen zijn een Mongools ras; de geïmmigreerde Indiërs arisch.
Kyauktada was een stadje in Opper-Birma dat aan bijna alle kanten door heuvels ingesloten was. Het Koloniaal Bestuur had het in 1910 verheven tot districtscentrum en ontwikkelingskern. Er kwam een gerechtelijk kwartier, een ziekenhuis, een school en een gevangenis. In het district was hooguit vijftien kilometer aan wegen. De bevolking bedroeg ongeveer vierduizend zielen, waaronder een paar honderd Indiërs en zeven Europeanen. Macgregor was districtscommissaris, Westfield hoofdinspecteur van de politie en Maxwell regionaal hoofd van het bosbeheer. Flory, Ellis, Lackersteen en zijn vrouw werkten voor een houtbedrijf.
De Europese Club was in iedere stad van de Indian Imperial Service de residentie van de Britse macht. In de Club van Kyauktada kon je bridgen en biljarten, er was een bibliotheek, een conversatiezaal en een ruime veranda met zicht op de rivier.

## De mentaliteit van de kolonisten
In de Club heerste een sfeertje van: Wij zijn de baas en zij het vuile schorem. Wij zijn hier om te besturen en zij zijn altijd al slaven geweest. Behandel ze als vuil, want dat zijn ze. Er is geen andere manier om ze te regeren. Een pak rammel is het enige dat indruk maakt op een Birmaan. Zo iets begrijpen ze.
De kolonisten waren niet te spreken over de laksheid van het Koloniaal Bestuur. De Birmanen werden gewoon niet hard genoeg aangepakt. De geest van democratie en gelijkheid was zich hier ook al aan het nestelen. Het lijkt wel of we tegenwoordig geen enkel gezag meer hebben over de inlanders. In sommige dingen beginnen ze al net zo lastig te worden als de lagere standen thuis in Engeland. Het is afgelopen met het Britse Rijk. De ondergang van het Britse Rijk is te wijten aan overmatige eerbied van de wetten. Al dat gedoe van orde en recht heeft ons genekt. Het militaire gezag moet hersteld worden. Eindeloos gezeur over de white man's burden en de goede tijden van weleer.
De vijf zaligheden van de kolonist waren: Onze goede naam hooghouden, met vaste hand (zonder fluwelen handschoen), wij blanken moeten één lijn trekken, geef ze een vinger en ze nemen de hele hand, en Esprit de Corps. De Engelsen hadden een soort valse kameraadschap. Het was traditie om net te doen of ze dikke vrienden waren, maar eigenlijk haatten ze elkaar als de pest. Eén lijn trekken, noemden ze dat. Solidariteit met een inlander was taboe. Aan zijn kant staan, dat nooit! De Engelsen waren vrienden, de Aziaten vijanden. Als je de kolonistenmentaliteit niet had, was je er geweest.
Ellis was de grootste racist van het gezelschap. Hij haatte de oosterlingen oprecht en schold ze voortdurend uit voor vuile nikkers, zwarte zwijnen, vette ellendige babu's, zwarte bliksems en knoflookstinkers.

## John Flory
Het hoofdpersonage John Flory was een houthandelaar van 35 jaar. Drie weken per maand zat hij in het oerwoud om teakbomen te vellen. Tussendoor kwam hij een paar dagen naar Kyauktada terug. Naar de Club gaan om te bridgen en zat te worden, zo bracht hij zijn avonden door. Hij was in Birma om geld te verdienen, net als ieder ander.

### Indian Imperial Service
Flory was geboren met een blauwe wijnvlek op zijn wang. Het had hem op school de bijnamen Blauwkop en Apenkont bezorgd. Nog steeds draaide hij zijn hoofd om de vlek aan het zicht van de anderen te onttrekken. Hij was goed in liegen en rugby, de twee absolute vereisten om er op school iets van te maken. Flory kwam van de derderangs kostschool als een ongeletterde lummel. Hij was amper twintig toen hij in Birma belandde. Zijn ouders, brave mensen die alles voor hem over hadden, bezorgden hem een baantje bij een houtfirma. Zijn eerste half jaar bracht hij door in Rangoon om zich de administratieve kanten van het houtwezen eigen te maken. Dan ging het naar een kamp in het oerwoud om teakhout te winnen. Zo ontsnapte hij aan de militaire dienst tijdens de Eerste Wereldoorlog.

### Haat tegen kolonialisme en imperialisme
Opeens had hij zijn bekomst van de jeugdige uitspattingen, begon als een bezetene te lezen en leerde zelfstandig denken. Hij interesseerde zich voor schrijvers, schilders, kunstenaars. Naarmate zijn geest zich ontwikkelde, werd zijn haat tegen het imperialisme steeds bitterder. Op zijn zevenentwintigste was hij de Engelsen in Azië zo gaan haten dat hij hoopte dat de bevolking in opstand zou komen en het Rijk in bloed zou doen ondergaan. Het was een verstikkende, verlammende wereld om in te leven. Het was een wereld waar ieder woord, iedere gedachte onder censuur stond. In Birma leerde je nooit in te gaan tegen de publieke opinie. Je moest met de stroom van het leven meevaren en niet ertegenin. Vrijheid van spreken is iets ondenkbaars. Alle andere vormen van vrijheid staan voor je open. Je hebt de vrijheid om een dronkenlap te zijn, een leegloper, een lafbek, een lasteraar, een ontuchtige smeerlap; maar je hebt niet de vrijheid zelfstandig te denken. Je hele leven, het is één en al leugen. Hij wilde weg uit Birma, het verschrikkelijke land dat hem bijna te gronde had gericht. Eén keer was hij vertrokken naar Engeland, toen de firma hem in Colombo terugriep. In zijn hart was hij blij terug te mogen. Dit land, dat hij haatte, was zijn vaderland, zijn thuis geworden. Sindsdien had hij nooit meer thuisverlof aangevraagd. Zijn vader was gestorven, toen zijn moeder; zijn zussen was hij vrijwel uit het oog verloren. Hij had nu geen enkele band meer met Europa. Teruggaan naar Engeland was geen remedie tegen de eenzaamheid.

### Liefde voor Birma en de Birmanen
Flory was berucht om zijn bolsjewistische ideeën. Eigenaardige ideeën, socialisme, Lenin. Hij hield van Birma en de Birmanen. Hij voelde interesse, sympathie en bewondering voor hen. Altijd en eeuwig zong hij de lof van de Birmaanse zeden en het Birmaanse karakter. Hij ging zelfs zover dat hij de Aziaten in gunstige zin vergeleek met de Engelsen. De Chinezen hebben een hoge beschaving; hoger dan de onze, vind ik. Je kunt het best als gelijke met ze omgaan. Hij kreeg steeds vaker last als hij in ernst met een Engelsman praatte. Zijn oprecht oordeel, over wat ook ter wereld, klonk als heiligschennis voor de mensen rondom hem. Hij scheen altijd met het grootste genoegen het verkeerde oordeel te moeten kiezen. Zijn verstandhouding met de andere Europeanen was nooit erg goed. Hij had in gesprekken op de Club meestal weinig in te brengen. De nikkervriend probeerde goede maatjes te zijn met de inlanders. Ieder jaar voelde Flory zich minder op zijn plaats in de wereld van de kolonisten. De sfeer in de Club hing hem de keel uit. Rotgat, stinkend rotgat! O, wat een oord, wat een mensen! Ik heb het vanmorgen zo lang mogelijk volgehouden. Wat een opluchting eventjes uit die troep weg te zijn.

### Een eenzaam en bitter leven
Flory kon niet ingaan tegen de vereende woede van de kolonisten. De moed ontbrak hem om te weigeren. Hij vond ruzie zo'n ellende. Ze zouden zo vreselijk tegen hem tekeergaan. Het getreiter, het gehoon! Bij de gedachte allen al kromp hij ineen. Die herrie kon hij niet aan! Zoveel was het hem niet waard. De Engelsen oefenden zo'n druk op hem uit dat hij eens zijn naam gezet heeft onder een onterechte beschuldiging aan het adres van zijn Indische vriend Veraswami. Vol zelfbeklag schold hij zich dan de huid vol: Hondsvot, lamlendige hondsvot! Ik ben een lafbek. Ze zijn allemaal beter dan jij, stuk voor stuk. Hij had geleerd om een innerlijk leven te vinden in boeken en heimelijke gedachten die hij niet kon uiten. Hij was altijd verdiept in zichzelf. Het vrat aan hem dat zijn eigenlijke leven zich in het geheim moest afspelen.
Voor hem waren de jaren in Birma lang, leeg, eenzaam en afstompend. De kwellingen van een leven in ballingschap. Rottend in een eerloos en futiel bestaan. Een soort eenzame verdoemenis. Muffe, dodelijke verveling. Een helse pijn in bittere eenzaamheid. Alleen, alleen, zo bitter om altijd alleen te zijn! Zolang er niets beters bestond, was de lethargie niet eens zo onaangenaam. Flory was op zoek naar een zielsverwant. Hij moest iemand vinden om zijn leven mee te delen, maar dan echt zijn leven delen, zijn innerlijk heimelijk leven. Iemand die van Birma kon houden zoals hij ervan hield en het kon haten zoals hij het haatte. Dat moest de rusteloze pijn in zijn hart tot bedaren brengen.

### Nieuwe hoop
Plotseling dook Elizabeth Lackersteen op in zijn leven. Tot dan had de vrijgezel Flory een Birmaanse maîtresse Ma Hla May. Hij had haar twee jaar eerder gekocht van haar ouders. Ze gaf alleen om hem omdat hij blank was en geld had. De relatie ontaardde dikwijls in ruzies en Flory zette haar eruit omwille van Elizabeth. Hij had zijn hoop op haar gesteld. Hij wilde Elizabeth zo graag als zielsverwante hebben. Eindelijk iemand met wie ik mijn leven kan delen, maar dan echt delen, echt samen mee leven, begrijp je? Hij koesterde een spirituele liefde voor Elizabeth, op het sentimentele af. Hij hield van haar en zou altijd van haar blijven houden. Hij hield van haar, hij hield zoveel van haar! Zijn gemoed was veranderd nu Elizabeth in zijn leven was gekomen. Zijn hele bestaan was nieuw en oneindig mooi geworden. Het kon allemaal zo prettig zijn, als je maar met iemand kon delen. Hij wilde haar vragen om zijn vrouw te worden. Zij was de enige mens op aarde die hem uit zijn eenzaamheid zou kunnen verlossen.

## Elizabeth Lackersteen
Elizabeth Lackersteen was een wees van 22 jaar. Haar vader was twee jaar tevoren gestorven aan de griep en ze had pas haar moeder verloren door een vergiftiging. Haar oom en tante, die ze nog nooit van haar leven gezien had, nodigden haar uit om over te komen naar Birma.
Elizabeth had geproefd van de beau monde in een zeer duur internaat, maar haar vaders positie was te onzeker om haar daar te kunnen houden. De laatste twee jaar was ze zelfs in de armoede beland. Ze hield van het aristocratische leven. Als het maar rijk, duur en elegant was. Die beeldige, beeldige gouden wereld! Ze was geïnteresseerd in paardrijden en jagen. Haar menselijke contacten bleven oppervlakkig. In Birma wilde ze tussen de Engelsen zitten en de inlanders vermijden. Ze minachtte het volkse leven, dat arm en goedkoop was. Anderzijds had ze ook een afschuw voor alles dat intellectueel was. Boeken, poëzie en kunst waren haar ding niet.

## Discussies over het kolonialisme
Flory was bevriend met de Indische dokter Veraswami, zo'n beetje de enige die hij had in heel Birma. Vijftien jaar lang al bent u de enige waarmee ik ooit een eerlijk gesprek voer. Ze traden regelmatig in discussie over het kolonialisme. Het was de omgekeerde wereld, want de Engelsman was hartstochtelijk anti-Engels en de Indiër was een fervente bewonderaar van de Engelsen.

### Flory keerde zich af van het kolonialisme
Het is een leugen dat we hier zijn om onze behoeftige zwarte broeders een beter bestaan te geven. We zijn een stelletje dieven; we komen om ze uit te melken. De ambtenaar houdt de Birmaan de laars op de nek, terwijl de zakenman zijn zakken leeghaalt. Of het nu gaat over houtfirma's, oliemaatschappijen, mijnen, planters of handelsondernemingen, het Britse Rijk is niet anders dan een instrument om de handelsmonopolies aan de Engelsen te houden – of eigenlijk aan een kliek van joden of Schotten. Het kan zijn dat we het land beschaven en moderniseren, maar dan alleen met de bedoeling op nog grotere schaal te kunnen jatten. Als het geen geld in het laatje bracht, zouden we ons er gauw genoeg van afmaken. Het Britse Rijk is despotisch en uiteindelijk is alles begonnen met diefstal. De ruggengraat van het despotisch bewind is niet de ambtenarij, maar het leger. Een haag van een kwart miljoen bajonetten. We handhaven de vrede in India in ons eigen belang, voor de banken en de geldschieters. Waar leidt die weelde van de moderne vooruitgang toe? We hebben de Indiërs nooit een nuttig ambacht geleerd. We hebben zelfs verschillende industrieën de grond ingeboord. De enige oosterse volkeren die zich redelijk snel hebben ontwikkeld zijn die van de onafhankelijke landen. We hebben de hele Birmaanse volkscultuur uitgeroeid. We behandelen de inlanders beestachtig. De Engelsen in Azië hebben zeker geen benijdenswaardig bestaan. Het is een kwade koop, dertig jaar op een mager salaris in een vreemd land te leven. Maar voor een Britse ambtenaar is het niet direct noodzakelijk om zijn werk voorbeeldig te doen. Als het leger er maar is, kunnen de ambtenaren en de zakenmensen rustig wat aanscharrelen. En de meesten zijn knoeiers.

### Veraswami verdedigde het kolonialisme
Veraswami zou altijd vol overtuiging volhouden dat hij als Indiër tot een inferieur en gedegenereerd ras behoorde. De Pax Britannica bracht ons tenminste beschaving, orde en gezag. Uw ambtenaren heffen ons op uit puur maatschappelijk idealisme. Er zijn nu scholen, ziekenhuizen, politiebureaus en gevangenissen. Ze leggen wegen aan, bevloeien woestijnen, verdrijven de hongersnood, bouwen scholen, stichten ziekenhuizen en bestrijden ziekten. De Birmanen gaan er nog op vooruit ook. Ik beschouw de Britten als de toortsdragers op het pad der vooruitgang.

## Wordt een Aziaat toegelaten in de Europese Club?
Het was vrijwel overal gebruikelijk geworden om officiële ambtenaren, Europeaan of Aziaat, in aanmerking te laten komen voor het lidmaatschap van de Europese Club. Voor een Aziaat was dat een ongenaakbare, geheimzinnige tempel, het heiligste der heiligen, moeilijker te betreden nog dan het Nirvana. Wat een eer, de gelijke te mogen zijn van de Europese heren! De Club van Kyauktada, bijna als enige in heel Birma, had nog nooit een oosterling aanvaard als lid. De regering had een rondschrijven gestuurd waarin erop aangedrongen werd dat iedere Club die geen inlandse leden had, één lid automatisch zou toelaten uit de ambtenaren van hoge rang. Als de hele Club er zich echter unaniem tegen uitsprak, konden ze de hele zaak laten varen.

## Magistraat U Po Kyin intrigeerde tegen dokter Veraswami
Magistraat U Po Kyin was de gevreesde rechter van het district van Kyauktada. Altijd was hij erop uit om de kant van de Engelsen te kiezen. Hoewel hij zich nooit het vonnis in een zaak liet afkopen, nam hij steekpenningen van beide kanten aan. Hij hief een vaste schatting van alle dorpen die onder zijn jurisdictie vielen. Met zijn invloed kon hij veel getuigen omkopen. Hij maakte zich schuldig aan afpersing en omkoping, verkrachtte meisjes voor de ogen van hun moeders.
U Po Kyin wilde een aanval doen op Veraswami. De dokter stond hem in de weg. In de eerste plaats liet hij zich nooit omkopen. Hij vond omkoperij onfatsoenlijk en wist te veel van U Po Kyin. Ten tweede wilde de corrupte magistraat zelf lid van de Europese Club worden. Normaal kwam Veraswami eerst in aanmerking als hoogste inlandse ambtenaar van het district. U Po Kyin verspreidde lasterlijke geruchten over de dokter. In de Birmaanse patriot verschenen opruiende artikels, er circuleerden veel anonieme brieven, een rover ontsnapte uit de gevangenis. Hij zou een aantal dorpelingen in Thongwa tot opstand aanzetten, ze zelf arresteren en met een beschuldigende vinger naar Veraswami wijzen. Hij zou dan de held zijn die een levensgevaarlijke opstand op het nippertje de kop indrukte.
In dit soort affaires draait alles om het prestige. De geringste verdenking tegen de trouw aan het gezag kan de ondergang van Veraswami betekenen. Niemand vraagt om bewijs, om getuigstukken. Het zijn ongrijpbare conflicten waarin de verdenking zwaarder weegt dan bewijs, en je reputatie zwaarder dan duizend getuigen. Alles hangt af van de naam die je bij de Europeanen hebt. Als je een goede naam hebt, zullen ze het niet van je geloven; als hij slecht is, zullen ze het geloven. Wanneer Veraswami in de Club kwam, zou niemand oor hebben voor die verzinsels over hem. Een lid van de Club is onaantastbaar. Flory zou kunnen zorgen dat hij in de Club gekozen werd.

## De ontknoping
Flory kon niet tot een ernstig gesprek komen met Elizabeth. Ze schenen over niets anders dan het weer te kunnen praten. Er was een soort wrijving tussen hen, onuitgesproken en toch vaak bijna uitlopend op echte ruzie. Elizabeth had gemengde gevoelens voor Flory. Hij verjoeg een waterbuffel, schoot een vruchtenduif, knalde een luipaard neer en redde de Engelsen uit de klauwen van een woedende menigte. Telkens na zo'n heldendaad vereerde ze hem. Elizabeth was dol op Flory, als hij over de jacht praatte. Dan was hij echt wel een aantrekkelijke man. Ze was zelfs bijna verliefd op hem geworden. Maar op andere momenten had ze echt een hekel aan hem. Ze vond hem vaak vervelend en irritant. Er was een onneembare afstand tussen hen, als tussen vreemden: hij was een intellectueel.
Opeens deed Elizabeth alsof Flory lucht was. Ze ging hem voorbij zonder één woord, zonder één blik. Ik heb gehoord dat je een Birmaanse vrouw onderhoudt. Flory wilde alles uitleggen, alles rechtzetten. Hij zou haar dwingen naar hem te luisteren. Hij dronk nu gin op ieder uur van de dag. Af en toe barstte hij uit in wilde drift. De laagste lichamelijke begeerten kwelden hem; zijn gedachten waren moordzuchtig en obsceen. Zo werkt jaloezie gewoonlijk. Verrall, een 25-jarige luitenant van de Birmaanse militaire politie, was echter in Kyauktada aangekomen. Een cavalerieofficier met de adellijke titel van jonkheer was in Birma zo zeldzaam als de dodo. Hij werd voor een maand naar het district gestuurd met een compagnie manschappen om in te grijpen als de inlanders in opstand wilden komen. Hij was hard en bruut, volstrekt niet rijk en hield alleen van kleren, paarden en polo. Hij deed geen moeite om zich te mengen tussen de Engelsen, keek neer op iedereen en gruwde van vrouwen. Mevrouw Lackersteen en Elizabeth nodigden hem uit op de Club. Verrall en Elizabeth dansten een uur of twee en gingen bijna elke avond samen paardrijden. Elizabeth was in de wolken. Voor de rest negeerde hij iedereen op de Club en ging ervandoor zonder iemand zelfs maar goedenavond te zeggen. Het huwelijksaanzoek waarop Elizabeth haar hoop gesteld had, bleef uit. Verrall kreeg orders om terug te gaan naar zijn regiment, nam van niemand afscheid en liet de trein zelfs tien minuten te vroeg vertrekken.
Eindelijk was de opstand uitgebroken waar al zo lang sprake van was. Zeven misleide kerels schoolden samen in het oerwoud bij Thongwa. De agenten vielen onverhoeds binnen bij de opstandelingen; Maxwell schoot een vluchter dood. U Po Kyin sprak van tweehonderd opstandelingen en was nu de held van het district. Op het slechtst mogelijke moment stelde Flory voor: Ja. Ik wil dokter Veraswami voordragen als lid van deze Club. Minuten later brachten inlanders het lichaam van de dode Maxwell. Hij was haast onherkenbaar verminkt door de dolken van twee familieleden van de man die hij had doodgeschoten. Een gefrustreerde Ellis zocht ruzie met vijf middelbare scholieren. Hij knalde zijn stok tegen de ogen van een jongen die daardoor blind zou blijven. Met dolk en stok in de hand kwamen zeker tweeduizend inlanders 's avonds naar de Club. Ze vroegen om de uitlevering van Ellis en wilden hem bestraffen. De Engelsen sloten zich op in het gebouw. Het rumoer buiten hield niet meer op. De Birmanen schenen niet veel anders van plan te zijn dan met stenen te gooien, te krijsen en tegen de muren te beuken. Via de rivier kon iemand aan de omsingeling ontsnappen en de politiebarakken bereiken. Flory bedacht het plan, voerde het uit en liet de politie boven de hoofden schieten. De menigte trok weg; er was niemand gewond. Flory was de redder van Kyauktada.
U Po Kyin was razend. Zolang Flory Veraswami blijft steunen, kunnen we niets beginnen. Hij wilde Flory in het openbaar te schande zetten met zijn ex-maîtresse Ma Hla May. Zij was de vrouw van een blanke geweest, kon niet meer terug naar haar geboortedorp, waar ze haar zouden nawijzen, en kwam Flory lastigvallen en geld afpersen. Ma Hla May had zorgvuldige richtlijnen gekregen van U Po Kyin en kwam keet schoppen tijdens een misdienst. Er klonk een doordringende rauwe kreet. Waar blijft het geld dat je me beloofd hebt. Hij laat me verhongeren als een pariahond. Maar ik zal je te schande zetten! Ze stond te krijsen als een bezetene. Ze zag eruit als een ordinair straatwijf uit de bazaar. Ze begon zich zomaar de kleren van het lijf te scheuren. Het was een uitzinnig, walgelijk toneel. Tot ze naar buiten gesleurd werd.
Elizabeth voelde zo'n weerzin dat ze haast misselijk werd. O, wat een beest, wat een beest was hij! Zo walgde ze van hem; ze haatte hem zo intens. In discussie met Flory: We waren het nergens over eens! Wil je met me trouwen? Nee, nooit, nooit! Al was je de enige overgebleven man op aarde, dan zou ik nog niet met je trouwen. Nooit, nooit zou ze zich geven aan een man die zo te schande was gezet. Ze wist alleen dat hij een onteerd man was. Flory deed nog een laatste poging: Een afschuwelijk soort wandelende doden zijn we! Aftakelend, eenzaam, vol zelfbeklag. Jij bent de enige mens op aarde die me eruit zou kunnen verlossen. Bedenk dat het heel wat is, als je iemand hebt op de wereld die van je houdt. Bedenk dat je misschien mannen zult ontmoeten die rijker en jonger en in ieder opzicht beter zijn dan ik, maar nooit iemand die meer om je geeft. Ik ben niet rijk, maar ik zou je een thuis geven, een fatsoenlijk bestaan, beschaafd… Hij was haar kwijt; de droom was stukgeslagen. Hij zou het nu niet meer kunnen verdragen. Sinds de komst van Elizabeth was de hoop weer in hem ontwaakt. Nu leed hij al, maar er stond hem nog veel erger te wachten. Flory nam zijn hond Flo mee in zijn zelfmoord en schoot dan een kogel door zijn hart. Heel wat Europeanen in Birma pleegden zelfmoord en dat wekte nooit veel verbazing.
De laster tegen Veraswami begon te werken. Men was het erover eens dat hij een schurk was. De dokter werd gedegradeerd tot de rang van assistent-chirurg. Ma Hla May belandde in een bordeel in Mandalay. U Po Kyin werd lid van de Club, bekleedde het ambt van gevolmachtigd commissaris en mocht een decoratie van het Koloniaal Bestuur in ontvangst nemen, maar vier dagen later werd hij dodelijk getroffen door een beroerte. De oude Macgregor vroeg Elizabeth ten huwelijk en ze zei grif ja. De hardheid in haar manier van doen kwam nu nog sterker tot zijn recht; haar bedienden leefden in doodsangst voor haar. Met groot succes vervulde ze de positie waarvoor de natuur haar altijd al bestemd had, die van vrouw van stand.

## Uitgaven
De citaten zijn ontleend aan de vertaling van Anneke Brassinga.
- The Complete Works of George Orwell, Engelse originele uitgaven
- George Orwell: "De jaren in Birma", Nederlandse vertaling van Anneke Brassinga, ISBN 9029000899